# Équipe de Nouvelle-Zélande de rugby à XV au tri-nations 2004
L'Équipe de Nouvelle-Zélande de rugby à XV au tri-nations 2004 est composée de 25 joueurs. Elle termine dernière de la compétition avec 9 points, deux victoires et deux défaites.

## Effectif

### Première ligne
- Kees Meeuws
- Carl Hayman
- Greg Somerville
- Keven Mealamu
- Andrew Hore

### Deuxième ligne
- Chris Jack
- Simon Maling
- Ali Williams

### Troisième ligne
- Jerry Collins
- Marty Holah
- Xavier Rush
- Jono Gibbes
- Mose Tuiali'i
- Craig Newby

### Demi de mêlée
- Justin Marshall
- Byron Kelleher

### Demi d’ouverture
- Carlos Spencer
- Andrew Mehrtens

### Trois-quarts centre
- Tana Umaga (capitaine)
- Daniel Carter
- Aaron Mauger

### Trois-quarts aile
- Doug Howlett
- Joe Rokocoko

### Arrière
- Mils Muliaina
- Sam Tuitupou

## Les matchs
| 1er match       |                                           |             |                                           |  |                                                                            |
| 17 juillet 2004 |                                           |             |                                           |  |                                                                            |
|                 | Nouvelle-Zélande                          | 16–7        | Australie                                 |  | Wellington                                                                 |
|                 |                                           | (MT: 3–0)   |                                           |  | Arbitre : Alain Rolland (Irlande)                                          |
|                 | Essais bn : Howlett                       |             | Essais: Mortlock                          |  |                                                                            |
|                 | Transformations : Carter                  |             | Transformations: Giteau                   |  |                                                                            |
|                 | Pénalités : Carter (3)                    |             |                                           |  |                                                                            |
| 2e match        |                                           |             |                                           |  |                                                                            |
| 24 juillet 2004 |                                           |             |                                           |  |                                                                            |
|                 | Nouvelle-Zélande                          | 23–21       | Afrique du Sud                            |  | Christchurch, Nouvelle-Zélande                                             |
|                 |                                           | (MT: 12–21) |                                           |  | Arbitre : A. Cole (Australie)                                              |
|                 | Essais : Howlett                          |             | Essais: de Villiers, Cronjé, du Preez     |  |                                                                            |
|                 | Pénalités : Carter (5), Spencer           |             | Transformations: Montgomery (3)           |  |                                                                            |
| 3e match        |                                           |             |                                           |  |                                                                            |
| 7 août 2004     |                                           |             |                                           |  |                                                                            |
|                 | Australie                                 | 23–18       | Nouvelle-Zélande                          |  | Sydney, Australie                                                          |
|                 |                                           | (MT: 12–12) |                                           |  | Arbitre : Jonathan Kaplan (Afrique du Sud)                                 |
|                 | Essais : Tuqiri                           |             | Pénalités : Carter (4), Spencer, Mehrtens |  |                                                                            |
|                 | Pénalités: Burke (2), Giteau (4)          |             |                                           |  |                                                                            |
| 4e match        |                                           |             |                                           |  |                                                                            |
| 14 août 2004    |                                           |             |                                           |  |                                                                            |
|                 | Afrique du Sud                            | 40–26       | Nouvelle-Zélande                          |  | Johannesburg, Afrique du Sud                                               |
|                 |                                           | (MT: 19–13) |                                           |  | Arbitre : N. Williams (Pays de Galles), remplacé par D. Courtney (Irlande) |
|                 | Essais : Joubert (3), Paulse, de Villiers |             | Essais : Muliaina, Rokocoko               |  |                                                                            |
|                 | Transformations : Montgomery (3)          |             | Transformations : Mehrtens (2)            |  |                                                                            |
|                 | Pénalités : Montgomery (3)                |             | Pénalités : Mehrtens (4)                  |  |                                                                            |